# Versetzung (deutsches Arbeitsrecht)
Eine Versetzung ist im deutschen Arbeitsrecht in der Privatwirtschaft nach der Legaldefinition des § 95 Abs. 3 BetrVG die Zuweisung eines anderen Arbeitsbereichs, die voraussichtlich die Dauer von einem Monat überschreitet oder die mit einer erheblichen Änderung der Umstände verbunden ist, unter denen die Arbeit zu leisten ist. Im öffentlichen Dienst ist eine Versetzung die Zuweisung einer auf Dauer bestimmten Beschäftigung bei einer anderen Dienststelle oder einem anderen Betrieb desselben Arbeitgebers unter Fortsetzung des bestehenden Arbeitsverhältnisses.

## Allgemeines
Versetzungen sind Personalmaßnahmen, wie auch Einstellung, Ausbildung, Fortbildung, betriebliche Weiterbildung, Mitarbeiterbewertung, Beförderung, Degradierung, Pensionierung und Entlassung Personalmaßnahmen sind.
Organisatorisch ist regelmäßig mit einer Versetzung ein Stellenwechsel verbunden, der sich durch geänderten Arbeitsinhalt, andere Aufgaben, einen neuen Arbeitsort oder eine andere Eingliederung in der Hierarchie zeigen kann.

## Rechtsfragen
Bei der rechtlichen Beurteilung einer Versetzung muss zwischen dem Recht des Arbeitsvertrages (Individualarbeitsrecht) und dem Betriebsverfassungsrecht (Kollektives Arbeitsrecht) unterschieden werden.
Versetzungen gehören zu den Personalmaßnahmen oder -angelegenheiten, die der Mitbestimmung (Zustimmung) des Betriebsrats (§ 99 Abs. 1 BVG) oder Personalrats (§ 78  Abs. 1 Nr. 5 BPersVG, § 72 Abs. 1 LPVG NRW) bedürfen. Bei leitenden Angestellten ist der Sprecherausschuss rechtzeitig zu unterrichten (§ 31 Abs. 1 SprAuG). Die Legaldefinition des § 95 Abs. 3 BetrVG versteht unter Versetzung „die Zuweisung eines anderen Arbeitsbereichs, die voraussichtlich die Dauer von einem Monat überschreitet, oder die mit einer erheblichen Änderung der Umstände verbunden ist, unter denen die Arbeit zu leisten ist“. Der Arbeitsbereich beinhaltet dabei die Arbeitsaufgabe und die Einordnung in den Ablauf des Betriebes räumlich, technisch und organisatorisch. Nicht jede Veränderung in der Tätigkeit eines Arbeitnehmers bedeutet dessen Versetzung. Wird der bisherige Arbeitsbereich etwa durch Zuweisung oder Wegnahme von Teilfunktionen erweitert oder verkleinert, ohne dass auf diese Weise ein von dem bisherigen grundlegend abweichender und damit ein neuer Aufgabenbereich entsteht, dann wird nicht der Arbeitsbereich gewechselt. Der Entzug einer Arbeitsaufgabe kann aber dann eine Versetzung sein, wenn diese Aufgabe das Gesamtbild der Tätigkeit wesentlich prägte. Ein Wechsel in der Art der Beschäftigung ist eine Versetzung.
Werden Arbeitnehmer nach der Eigenart ihres Arbeitsverhältnisses nicht ständig an einem bestimmten Arbeitsplatz beschäftigt (etwa in der Bauwirtschaft oder Montage), so gilt die Bestimmung des jeweiligen Arbeitsplatzes nicht als Versetzung. Ein für das Arbeitsverhältnis untypischer Wechsel des Arbeitsortes für länger als einen Monat ist in der Regel eine mitbestimmungspflichtige Versetzung. Der Wechsel in eine (andere) Niederlassung, Zweigniederlassung, Zweigstelle oder Filiale ist im Regelfall eine Versetzung. Die bloße Änderung der Lage der Arbeitszeit gilt in der Regel nicht als Versetzung im Sinne des BetrVG.
Der Betriebsrat kann im Rahmen der Zustimmungsverweigerungsgründe gemäß § 99 Abs. 2 BetrVG auch dann die Zustimmung verweigern, wenn die Versetzung dem betroffenen Arbeitnehmer nützt, wenn etwa eine Beförderung dem Betriebsfrieden schadet. Verweigert der Betriebsrat die Zustimmung, kann der Arbeitgeber ein Zustimmungsersetzungsverfahren vor dem Arbeitsgericht beantragen. Vor der Zustimmung des Betriebsrats oder wenn der Betriebsrat die Zustimmung verweigert, kann der Arbeitgeber – bei Vorliegen der Voraussetzungen – die Versetzung als vorläufige personelle Maßnahme nach § 100 BetrVG durchführen.
Im Individualarbeitsrecht muss geprüft werden, ob die Versetzung vom Arbeitsvertrag gedeckt ist oder nicht. Die rechtmäßige, wirksame Anweisung im Rahmen des Arbeitsvertrages muss sofort befolgt werden. Wenn die Anweisung über den Arbeitsvertrag hinausgeht, muss der Arbeitsvertrag geändert werden. Diese Vertragsänderung erfordert die Zustimmung des Arbeitnehmers (Änderungsvereinbarung) oder mit einer Änderungskündigung, ggf. mit Einhaltung der Kündigungsfrist. Viele Arbeitsverträge enthalten so genannte Versetzungsklauseln, nach denen der Arbeitgeber den Arbeitsvertrag, insbesondere den Arbeitsort einseitig ändern kann. Die Rechtmäßigkeit dieser Klauseln wird nach dem Recht der Allgemeinen Geschäftsbedingungen beurteilt.
Die Arbeitsbedingungen sind regelmäßig im Arbeitsvertrag allgemein beschrieben und der Arbeitgeber konkretisiert sie durch Arbeitsanweisungen im Rahmen seines Weisungsrechts ("Direktionsrecht") gemäß § 106 Gewerbeordnung (GewO). Jede Weisung muss billigem Ermessen entsprechen, unabhängig davon, ob sie eine Versetzung ist. Der Arbeitgeber muss deshalb seine Interessen an der Versetzung gegen die der Arbeitnehmer oder auch die Interessen der Arbeitnehmer untereinander abwägen, etwa durch Änderung der Arbeitszeit wegen familiärer Verpflichtungen durch Kita-Öffnungszeiten. Das billige Ermessen des Arbeitgebers kann gerichtlich im Wege der Angemessenheitskontrolle überprüft werden.
Da sich Versetzungen auf die Stelle, Funktion und gegebenenfalls auf das Arbeitsentgelt auswirken, verändern sie meist den Arbeitsinhalt und sind deshalb durch den Arbeitgeber üblicherweise in Schriftform zu fassen. Das Versetzungsschreiben entfaltet konstitutive Rechtswirkung; es ist in die Personalakte aufzunehmen.

## Arten
Man unterscheidet hinsichtlich der Hierarchie zwischen horizontalen und vertikalen Versetzungen. Eine horizontale Versetzung ist ein Stellenwechsel auf der gleichen Ebene, die vertikale Versetzung ist mit einem Auf- oder Abstieg in der Hierarchie verbunden. Insbesondere vertikale Versetzungen ziehen häufig weitere Versetzungen innerhalb der Organisation (interne Personalbeschaffung) nach sich, so dass in diesem Fall von Kettenversetzungen gesprochen wird. Die letztlich entstehende Lücke wird dann in der Regel durch Neueinstellung (externe Personalbeschaffung) geschlossen.
Versetzungen können durch den Arbeitgeber veranlasst sein, wenn etwa organisatorische Umstellungen stattfinden (Reorganisation) oder neue Stellen oder Abteilungen geschaffen und besetzt werden sollen. Sie können jedoch auch vom Arbeitnehmer ausgehen, wenn dieser sich auf eine betriebsinterne Stellenausschreibung bewirbt und angenommen wird.
Es gibt zudem Versetzungen im Hinblick auf die Arbeitsaufgabe und räumliche Versetzungen hinsichtlich des Arbeitsorts. Eine aufgabenbezogene Versetzung gegen den Willen des Arbeitnehmers erfordert die Vereinbarkeit mit dem Berufsbild des Arbeitnehmers und muss innerhalb der bisherigen Stellenbeschreibung liegen. Eine räumliche Versetzung ist zulässig, wenn der Arbeitsvertrag den Ort der Arbeitsleistung nicht konkret auf den gegenwärtigen Ort beschränkt. Insbesondere bei Betrieben mit Filialnetz sehen die Arbeitsverträge meist keine Beschränkung des Arbeitsortes vor.

## Beamtenrecht
Nach § 28 Abs. 1 BBG ist die Versetzung eine auf Dauer angelegte Übertragung eines anderen Amtes bei einer anderen Dienststelle bei demselben oder einem anderen Dienstherrn. Bei mindestens gleichem Endgrundgehalt ist die Zustimmung des Beamten nach § 28 Abs. 2 BBG nicht erforderlich.